# Forces de défense du peuple sud-soudanais
Les Forces de défense du peuple sud-soudanais, anciennement Armée populaire de libération du Soudan (APLS, en anglais : Sudan People's Liberation Army, SPLA) est le nom officiel des forces armées du Soudan du Sud.
Il s'agissait initialement d'un mouvement de guérilla et de la branche armée du Mouvement populaire de libération du Soudan fondé par John Garang, luttant pour l'établissement d'une république socialiste au Soudan, « uni, laïc et démocratique », avant de devenir la force armée du Soudan du Sud à la suite de l'indépendance du pays en 2011. Néanmoins, certaines unités rebelles n'ont pas été intégrées à l'armée nationale et sont ainsi hors de contrôle de Djouba : c'est le cas notamment du Mouvement populaire de libération du Soudan - Nord, qui continue la lutte contre le gouvernement du Soudan.
En décembre 2013, une guerre civile éclate au Soudan du Sud et l'APLS se divise. La composante rebelle prend alors le nom d'Armée populaire de libération du Soudan dans l'opposition (en anglais : Sudan People's Liberation Army in opposition, SPLA-IO).

## Histoire

### Fondation du mouvement

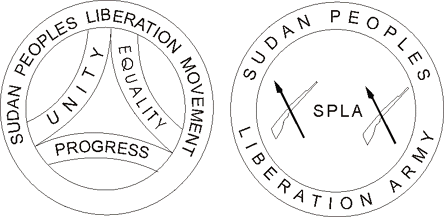
Sceaux de l'APLS.

Drapeau de la SPLA en 1983.

En 1983, le président Gaafar Nimeiry cherche à renforcer le centralisme de l'État et l'islamisation de la société soudanaise. Des membres des ethnies du sud du pays (John Garang, Salva Kiir Mayardit, William Nyuon Bany et Kerubino Kuanyin Bol[réf. nécessaire]) se réunissent à Gambela en Éthiopie le 15 mai 1983 pour fonder le Mouvement populaire de libération du Soudan (Sudan People's Liberation Movement) et sa branche armée, la SPLA. John Garang, colonel déserteur de l'armée régulière et ancien combattant de la guérilla Anya Nya, prend la tête de l'organisation. Le mouvement refuse la division du Soudan et veut établir un régime socialiste sur l'ensemble du pays,.
John Garang est contesté au sein du mouvement, et accusé d'autoritarisme et de favoritisme, privilégiant les membres de son ethnie, les Dinkas, au détriment des Nuers et des Shillouks. Durant l'été 1991, une première scission quitte le mouvement. D'abord connu comme « faction Nassir », cette dissidence, composée de Nuers et de Shillouks, se structure autour de Rieck Machar Teny et prend le nom de Sudan People's Liberation Army-United (SPLA-U). En 1994, la South Sudan Independant Army, devenue rapidement la South Sudan Defence Forces, majoritairement nuer et menée par Rieck Machar, rompt avec la SPLA-U, majoritairement shillouk et menée par Lam Akol Ajawin. La SPLA originelle éclate en plusieurs factions durant les années 1990.
En 1993 est fondé le Patriotic Resistance Movement, dirigé par Alfred Ladugore et Charles Pitia Diliga et se réclamant pluriethnique. À la fin des années 1990, si la faction menée par John Garang reste la plus importante, elle est alliée à six factions dissidentes (portant l'effectif du SPLA entre 25 000 et 30 000 militants) se partageant le contrôle militaire du sud du pays : la SPLA - New Kush Brigade (menée par Yussuf Mekka et établie autour des monts Nuba), la SPLA - Blue Nile Brigade (menée par Malik Agar et établie dans le Nil Bleu), la SPLA - New Sudan Brigade (menée par John Luk Joak et établie dans le Kassala), la SPLA - South Kordofan Brigade (menée par George Deng et établie dans le Kordofan du Sud), le SPLA - Upper Nile Brigade (menée par Peter Wal Athui) et la faction mené par Peter Qadet. En 2003, Rieck Machar et ses partisans réintègrent le SPLA,.

### La lutte pour l'indépendance
Soutenu par l'Égypte, l'Éthiopie, l'Érythrée, l'Ouganda et les États-Unis, John Garang obtient quelques victoires militaires ainsi que le soutien de partis politiques nordistes d'opposition, participant à la création de la National Democratic Alliance.
Au début des années 2000, le SPLM diminue son activité militaire au profit d'actions plus politiques (gestion de l'aide humanitaire, construction d'une administration dans les zones qu'il contrôle). En 2002, des négociations sont entamées, sous l'égide des États-Unis, entre la SPLA et le gouvernement. La guerre civile au Darfour mettent un frein au processus de paix. La nomination de John Garang au poste de premier vice-président du Soudan et de président du Soudan du Sud à la suite des accords du 9 janvier 2005 semble mettre fin au conflit, mais sa mort au mois de juillet déclenche des émeutes,.

### L'armée conventionnelle

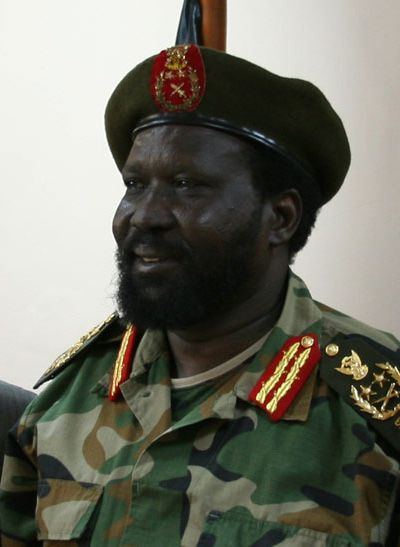
Le président Salva Kiir, commandant en chef de l'APLS.

Depuis 2005, la SPLA s'efforce de devenir une armée conventionnelle et comporte aujourd'hui une branche aérienne. En 2009, elle acquiert 33 T-72 ukrainiens. Le 12 août 2010, elle achète ainsi 4 hélicoptères Mi-17 à la Russie.
En 2011, plusieurs de ses unités entrent en conflit avec l'armée soudanaise pour le contrôle de la région d'Abyei ainsi que dans le Kordofan du Sud. Elle se dit par ailleurs prête à faire face à une offensive terrestre de la part du Nord-Soudan. Le 31 octobre 2011, les combats au Kordofan du Sud auraient fait des centaines de morts dans les rangs de l'armée populaire de libération du Soudan-branche Nord, selon les autorités soudanaises.
Le 26 avril 2013, le gouvernement sud-soudanais annonce que la branche nord de l'APLS a déposé les armes au Soudan après que Salva Kiir ait accordé une amnistie aux combattants (3 000 hommes) et leur intégration au sein des forces armées sud-soudanaises,,.
Le 14 décembre, une mutinerie éclate au sein de l'armée, dirigée par Riek Machar sur fond de rivalité ethnique : d'un côté les Nuers et de l'autre les Dinkas (ethnie majoritaire de Salva Kiir). Le 16 décembre, le président Kiir annonce qu'un coup d'État a été déjoué,.
En juillet 2015 l'armée est accusée par l'ONU d'avoir violé et brûlées vivantes des femmes dans le cadre de leur lutte contre les rebelles, alors de que des exactions similaires avaient été reprochées aux rebelles.

## Organisation actuelle
En 2013, l'APLS est organisée en neuf divisions d'infanterie et en une petite force aérienne (210 000 hommes au total). Le gouvernement prévoit actuellement de réduire les effectifs.

## Équipement
Selon les données de l'IISS en 2013 :

### Armée de terre

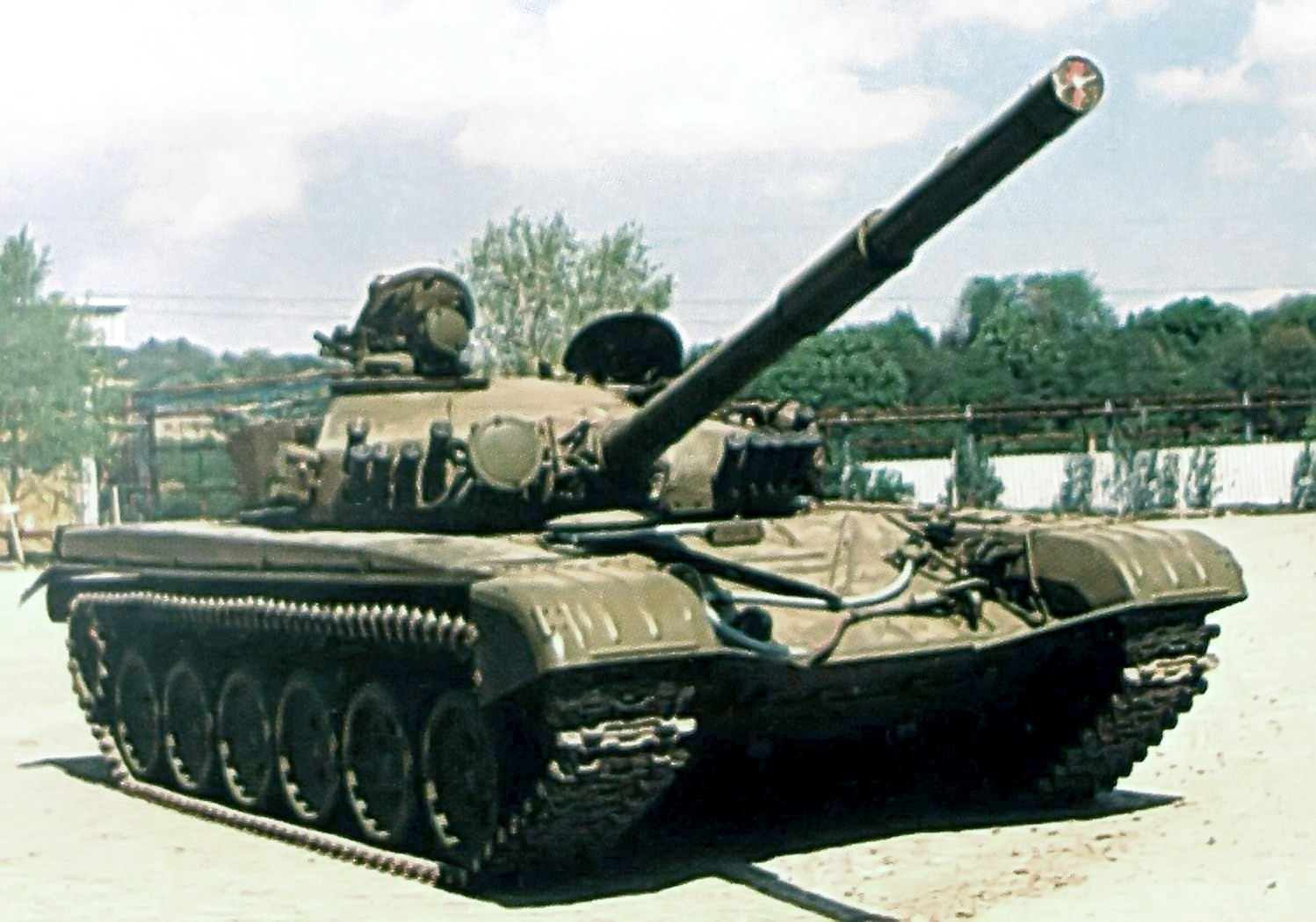
Un char T-72.

- 110 chars T-72 ;
- ? chars T-55 ;
- 12 2S1 Gvozdika ;
- 12 2S3 Akatsiya ;
- 15 BM-21 Grad ;
- Plus de 30 mortiers de 82 mm.

### Force aérienne

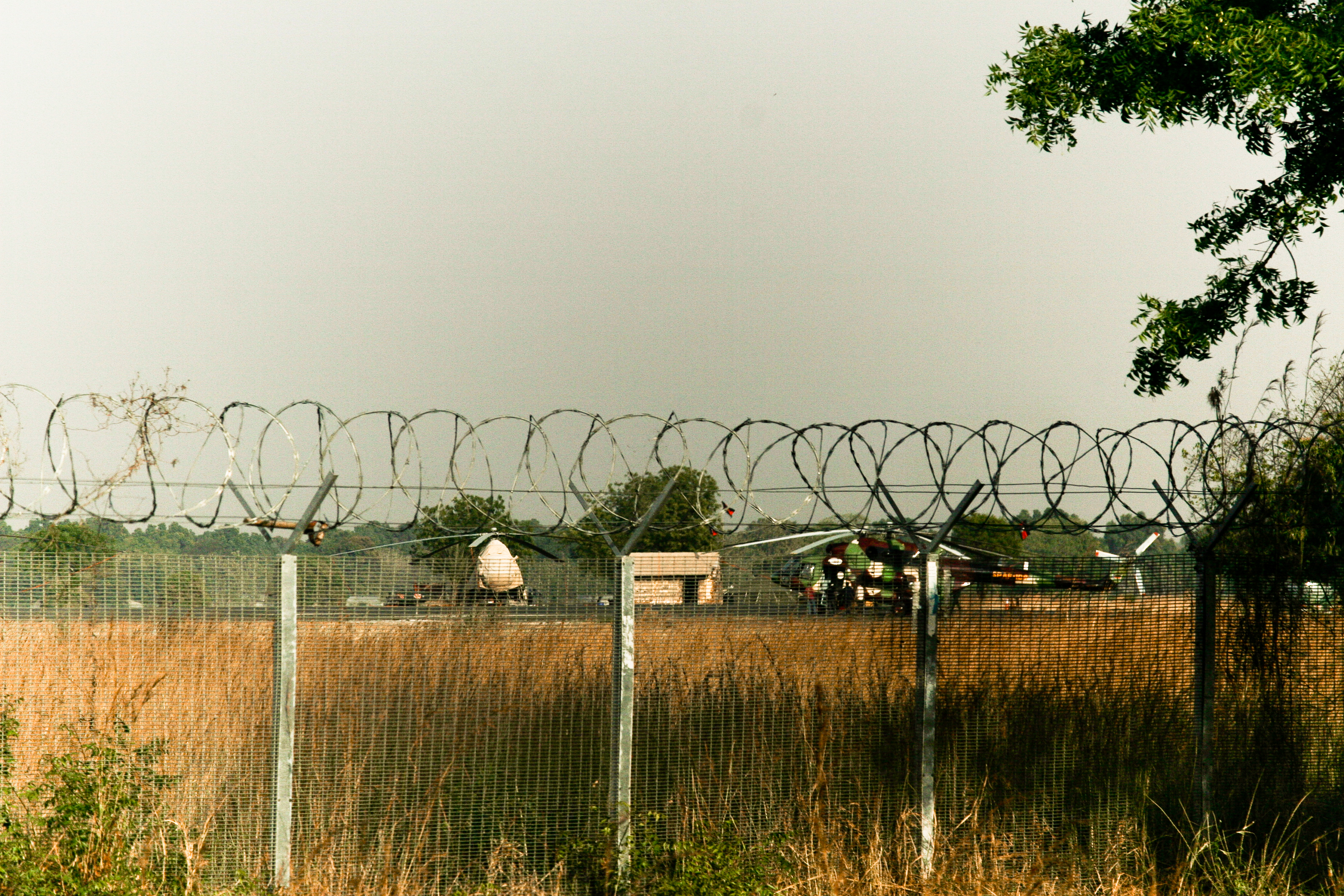
Deux hélicoptères Mi-17 de l'APLS à l'aéroport de Djouba.

Les appareils en service en 2020 sont les suivants :
| Aéronefs             | Origine              | Type                                         | En service           | Versions             | Notes                  |
| Avion d'entraînement | Avion d'entraînement | Avion d'entraînement                         | Avion d'entraînement | Avion d'entraînement | Avion d'entraînement   |
| -------------------- | -------------------- | -------------------------------------------- | -------------------- | -------------------- | ---------------------- |
| Aero L-39 Albatros   | Tchécoslovaquie      | Avion d’entraînement / avion d’attaque léger | 2                    |                      |                        |
| Avion de transport   |                      |                                              |                      |                      |                        |
| Antonov An-26        | Union soviétique     | Avion de transport                           | 1                    |                      | Immatriculation SP-402 |
| Hélicoptère          |                      |                                              |                      |                      |                        |
| Mil Mi-17            | Union soviétique     | Hélicoptère de transport                     | 91                   | Mi-17V-5Mi-172       | Un Mi-172 VIP          |
| Mil Mi-24            | Union soviétique     | Hélicoptère de transport et de combat        | 6                    | Mi-35                |                        |
| Agusta A.109         | Italie               | Hélicoptère léger polyvalent                 | 2                    |                      |                        |

## Dépenses militaires
| Année | Livres sud-soudanaises | Équivalent USD |
| ----- | ---------------------- | -------------- |
| 2011  | 1,6 milliard           | 533 millions   |
| 2012  | 2,42 milliards         | 537 millions   |
| 2013  | 2,52 milliards         |                |